# Kępa Chwałowska
Kępa Chwałowska est une localité polonaise de la gmina de Dwikozy, située dans le powiat de Sandomierz en voïvodie de Sainte-Croix.

## Histoire
De 1975 à 1998, la localité a appartenu administrativement à la voïvodie de Tarnobrzeg.
Lors des inondations de juin 2010, la digue sur la Vistule a cédé à Winiary. À la suite de cet incident, Kępa Chwałowska a été inondée.

## Démographie
En 2020, la localité comptait 84 habitants.